# ジョン・ボイェ
ジョン・ボイェ（John Boye 、1987年4月23日 - ）は、ガーナ・アクラ出身の元プロサッカー選手。元ガーナ代表。現役時代のポジションは、ディフェンダー。

## 経歴

### レンヌ
2008年7月29日、2週間のトライアルを経てハート・オブ・ライオンズFCからスタッド・レンヌにレンタルで加入。契約は2008年9月1日からで買い取りオプションが付く。2009年6月30日、ハート・オブ・ライオンズFCに復帰。
2009年7月10日、移籍ウインドー最終日にレンヌに完全移籍。

### 代表
2008年6月17日、ガーナ代表初招集。6月22日のガボン戦で初キャップ。アフリカネイションズカップ2012のメンバー23人の一人に選ばれボツワナ戦で公式戦デビュー。

## 代表歴

### 出場大会
- ガーナ代表
  - 2014 FIFAワールドカップ

### 試合数
- 国際Aマッチ 70試合 5得点（2008年-2020年）[5]

| ガーナ代表 | 国際Aマッチ | 国際Aマッチ |
| 年         | 出場        | 得点        |
| ---------- | ----------- | ----------- |
| 2008       | 3           | 0           |
| 2009       | 0           | 0           |
| 2010       | 0           | 0           |
| 2011       | 1           | 0           |
| 2012       | 11          | 0           |
| 2013       | 13          | 2           |
| 2014       | 8           | 0           |
| 2015       | 12          | 1           |
| 2016       | 6           | 1           |
| 2017       | 8           | 1           |
| 2018       | 1           | 0           |
| 2019       | 5           | 0           |
| 2020       | 2           | 0           |
| 通算       | 70          | 5           |